# Limanowa
Limanowa is een stad in het Poolse woiwodschap Klein-Polen, gelegen in de powiat Limanowski. De oppervlakte bedraagt 18,64 km², het inwonertal 14.633 (2005).

## Verkeer en vervoer
- Station Limanowa
- Station Łososina Górna

## Geboren
- Justyna Kowalczyk (23 januari 1983), langlaufster
- Maciej Kot (9 juni 1991), schansspringer
- Katarzyna Niewiadoma (29 september 1994), wielrenster